# دون وليامز (لاعب كرة قاعدة أمريكي)
دون وليامز (بالإنجليزية: Don Williams)‏ هو لاعب كرة قاعدة أمريكي، ولد في 2 سبتمبر 1935، وتوفي في 20 ديسمبر 1991 في لاهويا في الولايات المتحدة.